# Ха-ха
Ха-ха е вторият албум на българската рок певица Милена. Албумът е издаден през 1991 г. Гост-музиканти са: Иван Несторов „Амебата“ (бас), Любомир Малковски (китара, вокали), Адриан Иванов (клавишни), Александър Каранджулов (ударни) и Васил Нешев (соло-китара).

## Песни
1. Отгоре
2. Лошо
3. Защо
4. Охолен живот
5. Нищото
6. Ха-ха
7. Месо
8. Не'ам нерви
9. Сън
10. Последният ден
11. Жертвата